# Facteur de gain d'énergie de fusion nucléaire
Ne doit pas être confondu avec Facteur de sécurité (physique des plasmas).

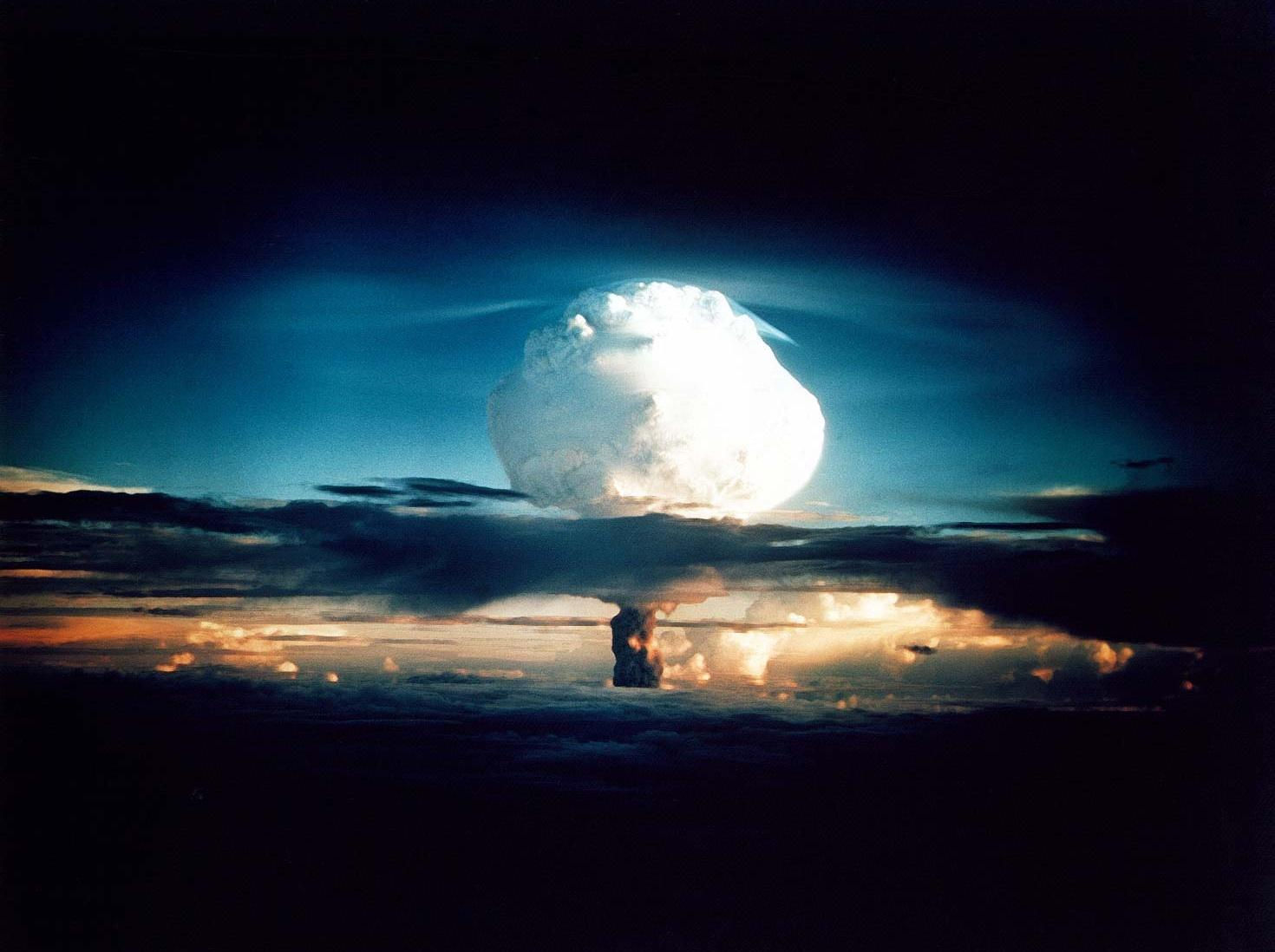
L'explosion de la bombe à hydrogène Ivy Mike. La bombe à hydrogène est le seul dispositif actuellement capable d'atteindre un facteur de gain d'énergie de fusion nettement supérieur à 1.

En technologie des réacteurs à fusion nucléaire, le facteur de gain d'énergie de fusion, que l'on exprime couramment à l'aide du symbole Q, est le rapport entre la puissance de fusion produite par le réacteur et la puissance auxiliaire fournie pour maintenir le plasma en régime stationnaire,. La situation pour laquelle Q = 1, lorsque la puissance libérée par les réactions de fusion est égale à la puissance de chauffage auxiliaire, est appelée seuil de rentabilité (« breakeven » dans la littérature anglo-saxonne). Certains ouvrages parlent parfois de seuil de rentabilité scientifique (« scientific breakeven » dans la littérature anglo-saxonne).
Une partie de l'énergie produite par les réactions de fusion peut être capturée au sein du combustible, entraînant un auto-échauffement. Le reste de l'énergie de fusion est produit sous une forme qui ne peut pas être capturée par le plasma. Pour cette raison, un système ayant un facteur de gain Q = 1 se refroidira si on ne maintient pas une source de chaleur auxiliaire. Dans le cas des combustibles utilisés dans la pratique, l'auto-échauffement au sein du plasma ne représente qu'environ 20 % de l'énergies produite par les réactions de fusion. Pour cette raison, pour que l'auto-échauffement puisse remplacer les sources auxiliaires, le facteur de gain doit atteindre une valeur d'au moins Q ≈ 5 pour qu'il soit possible d'arrêter le chauffage externe. À ce stade, la réaction devient auto-entretenue, une condition appelée combustion, ce qui est généralement considéré comme hautement souhaitable pour les conceptions de réacteurs pratiques. L'ignition correspond à une valeur de Q infinie, auquel cas aucun apport d'énergie ne serait nécessaire pour démarrer les réactions de fusion auto-entretenues dans le plasma.
Au fil du temps, d'autres termes apparentés sont entrés dans le jargon de la fusion nucléaire. L'énergie qui n'est pas capturée dans le combustible s'échappe par les parois du réacteur et peut être capturée à l'extérieur pour produire de l'électricité. Cette électricité peut à son tour être utilisée pour chauffer le plasma à des températures opérationnelles. Un système auto-alimenté de cette manière est considéré comme fonctionnant au seuil de rentabilité technique (« engineering breakeven » dans la littérature anglo-saxonne). Une machine qui fonctionnerait au-dessus du seuil de rentabilité technique, produirait plus d'électricité qu'elle n'en consommerait et l'excédent pourrait être vendu. Dans le cas d'une machine qui permettrait de vendre suffisamment d'électricité pour couvrir ses propres coûts d'exploitation, on parle parfois de seuil de rentabilité économique (« economic breakeven » dans la littérature anglo-saxonne). De plus, les combustibles de fusion, en particulier le tritium, sont très chers, et de nombreuses expériences sont menées avec des gaz de test, comme l'hydrogène ou le deutérium, bien meilleur marché. Un réacteur fonctionnant avec ces combustibles et qui atteindrait les conditions de seuil de rentabilité si du tritium était introduit, est considéré comme étant rentable, et ce seuil théorique est appelé seuil de rentabilité extrapolé (« extrapolated breakeven » dans la littérature anglo-saxonne).
En 2021, le record pour la valeur de Q était détenu par le National Ignition Facility (NIF) du laboratoire national Lawrence Livermore (en anglais : Lawrence Livermore National Laboratory, ou LLNL) en Californie, avec Q = (1,35 MW) / (1,9 MW) ≈ 0,70, atteint pour la première fois en août 2021. Le record le plus élevé pour un seuil de rentabilité extrapolé a été enregistré par l'appareil JT-60 au Japon, avec Qext = 1,25, dépassant légèrement le précédent record de 1,14 du Joint European Torus (JET). Le réacteur thermonucléaire expérimental international (en anglais : International thermonuclear experimental reactor, ou ITER) avait été conçu à l'origine pour atteindre l'ignition, mais a été révisé pour atteindre Q = 10, produisant 500 MW de puissance de fusion à partir de 50 MW de puissance thermique auxiliaire injectée.
Le 13 décembre 2022, le département de l'Énergie des États-Unis (en anglais : United States Department of Energy, ou DoE) a annoncé qu'un facteur de gain supérieur à 1 avait été atteint par le NIF en utilisant un dispositif de fusion par confinement inertiel. Les 2,05 MJ délivrés sur la cible ont permis de produire 3,15 MJ de réactions de fusion,. Ceci équivaut à un facteur de gain Q = 1,54. C'est la première fois qu'un facteur de gain Q > 1 a été atteint dans l'histoire de la fusion nucléaire (en dehors des armes thermonucléaires).

## Concept
Le facteur de gain Q est simplement le rapport entre la puissance Pfus dégagée par les réactions de fusion dans le plasma et la puissance auxiliaire Paux fournie par le système de chauffage dans les conditions normales de fonctionnement. Pour les conceptions qui ne fonctionnent pas en régime stationnaires, mais plutôt par impulsions, le même calcul peut être effectué en additionnant toute l'énergie de fusion produite au cours de l'impulsion dans Pfus et toute l'énergie fournie pour produire l'impulsion dans Paux. Ceci permet aux systèmes qui n'atteignent jamais les conditions de régime stationnaire de calculer un facteur de gain.
Il existe plusieurs définitions du seuil de rentabilité qui tiennent compte des différentes pertes d'énergie. Elles sont présentées ci-dessous.

### Seuil de rentabilité
En 1955, John Lawson a été le premier à explorer en détail les mécanismes de l'équilibre énergétique, initialement dans des ouvrages classifiés, mais publiés ouvertement dans un article de 1957 désormais célèbre. Dans cet article, il examinait et affinait les travaux de chercheurs antérieurs, notamment Hans Thirring, Peter Thonemann, et un article de synthèse de Richard Post. L'article de Lawson faisait des prédictions détaillées sur la quantité d'énergie qui serait perdue par divers mécanismes, et la comparait à l'énergie nécessaire pour permettre d'entretenir la réaction:6. L'équilibre entre les deux est aujourd'hui connu sous le nom de critère de Lawson.
La définition la plus élémentaire du seuil de rentabilité est lorsque Q = 1, c'est-à-dire lorsque Pfus = Paux.
Certains travaux parlent de seuil de rentabilité scientifique lorsqu'ils font référence à cette définition, pour la distinguer de termes similaires,. Cependant, cet usage est rare en dehors de certains domaines, notamment celui de la fusion par confinement inertiel, où le terme est largement utilisé. Les dispositifs inertiels, et de nombreuses conceptions similaires, ne tentent pas de maintenir l'équilibre mais simplement de capter l'énergie produite. Dans ce cas, Paux considère toute l'énergie nécessaire pour produire la réaction, que ce soit un chauffage direct ou d'autres systèmes tels que les lasers ou la compression magnétique.

### Seuil de rentabilité extrapolé
Depuis les années 1950, la plupart des conceptions de réacteurs à usage commercial sont basées sur un mélange de deutérium et de tritium comme combustible principal. D'autres combustibles ont des caractéristiques attrayantes mais sont beaucoup plus difficiles à porter au seuil d'ignition. Le tritium est radioactif, hautement bioactif et hautement mobile. Il représente donc un problème de sécurité important, ce qui augmente les coûts de conception et d'exploitation d'un tel réacteur.
Dans le but de réduire ces coûts, de nombreuses machines expérimentales sont conçues pour fonctionner uniquement avec des combustibles d'essai à base d'hydrogène ou de deutérium, en excluant le tritium. Dans ce cas, on utilise le terme de seuil de rentabilité extrapolé pour faire référence au facteur de gain Qext attendu de la machine qui fonctionnerait au carburant deutérium-tritium, basé sur le facteur de gain Q obtenu lors du fonctionnement avec l'hydrogène ou le deutérium seul.
Les records de performances extrapolées sont supérieurs aux records de performances scientifiques. Le JET et le JT-60 ont tous les deux obtenu des valeurs d'environ Qext = 1,25 (voir ci-dessous pour plus de détails) lorsqu'ils fonctionnent avec du carburant deutérium-deutérium (DD). Lors de fonctionnement avec du carburant deutérium-tritium (DT) (uniquement possible avec le JET), la performance maximale est d'environ la moitié de la valeur extrapolée.

### Seuil de rentabilité technique
Un autre terme apparenté est le seuil de rentabilité technique, qui considère la possibilité d'extraire l'énergie du réacteur, de la transformer en énergie électrique et d'en réinjecter une partie dans le système de chauffage. Cette boucle fermée, qui renvoie l'électricité produite à partir de l'énergie de la fusion vers le système de chauffage, est connue sous le nom de « recirculation ». Dans ce cas, la définition de base du facteur de gain change en ajoutant des termes d'efficacité supplémentaires à Pfus pour tenir compte de ces processus:513.
Les réactions de type DT libèrent la majeure partie de leur énergie sous forme de neutrons et une plus petite quantité sous forme de particules chargées comme les particules alpha. Les neutrons sont électriquement neutres et finirons par sortir de tout dispositif de fusion par confinement magnétique (FCM). Dans le cas des dispositifs de fusion par confinement inertiel (FCI), malgré des densités de plasma très élevées, les neutrons ont également tendance à s'échapper facilement du plasma de ces machines. Ceci signifie que seules les particules chargées issues des réactions de fusion peuvent être capturées au sein de la masse du combustible et donner lieu à un auto-échauffement. Si la fraction de l'énergie acquise par les particules chargées est fch, alors la puissance de ces particules est Pch = fchPfus. Si ce processus d'auto-échauffement est parfait, c'est-à-dire que toute la puissance Pch est capturé par le combustible, cela signifie que la puissance de fusion transportée par les particules qui s'échappent du plasma, (1 − fch)Pfus, est disponible pour produire de l'électricité:514.
La puissance Pchauf totale qui est apportée au plasma pour le chauffer est donc composée de Paux et de Pch, desquelles il faut retrancher la puissance rayonnée par les particules en mouvement au sein du plasma, Pbrem. Cette puissance de chauffage permet d'augmenter l'énergie thermique du plasma, dans la mesure où les pertes Ptransp transportées par les particules qui s'échappent du plasma (conduction thermique) sont inférieures à Pchauf. Le bilan de puissance au sein du plasma est alors :{\displaystyle P_{\text{chauf}}=P_{\text{aux}}+P_{\text{ch}}-P_{\text{brem}}=P_{\text{transp}}+{\frac {{\text{d}}W_{\text{p}}}{{\text{d}}t}}}
où Wp est l'énergie thermique contenue dans le plasma, et dWp / dt est la puissance à laquelle l'énergie thermique du plasma augmente. Lorsque le réacteur a atteint les conditions de régime stationnaire, on a alors Pchauf = Ptransp. Dans ce cas, la puissance de chauffage Pchauf permet de compenser les pertes et de maintenir l'équilibre thermique du plasma:8-9.
Dans le cas où les neutrons transportent la majeure partie de l'énergie, comme avec le combustible DT, cette énergie neutronique est normalement capturée par une « couverture » de lithium, que l'on appelle couverture tritigène, produisant du tritium qui est utilisé pour alimenter le réacteur. En raison de diverses réactions exothermiques et endothermiques, la couverture tritigène peut produire également une petite quantité d'énergie, et avoir un facteur de gain de puissance MR, qui est généralement de l'ordre de 1,1 à 1,3. Le résultat net correspond à la quantité totale d'énergie libérée dans l'environnement et qui est ainsi disponible pour la production d'électricité. C'est la puissance nette PR du réacteur:514,.
La couverture tritigène est refroidie à l'aide d'un fluide de refroidissement, lequel est utilisé dans un échangeur de chaleur pour produire de la vapeur alimentant des turbines et des générateurs électriques. Cette électricité est ensuite réinjectée dans le système de chauffage:514. Chacune de ces étapes de la chaîne de production a une efficacité qu'il faut prendre en compte. Dans le cas du système de chauffage du plasma, l'efficacité ηchauf est de l'ordre de 60 à 70 %, alors que les systèmes de générateurs électriques modernes basés sur le cycle de Rankine ont une efficacité ηélec autour de 35 à 40 %. En combinant les deux, nous obtenons une efficacité nette pour la boucle de conversion de puissance dans son ensemble, ηPCL (de l'anglais : Power Conversion Loop), de l'ordre de 20 à 25 %, qui représente la fraction de PR qui peut être utilisée dans la boucle de recirculation:514.
Le facteur de gain d'énergie de fusion nécessaire pour atteindre le seuil de rentabilité technique QT est alors défini par:514-515 :{\displaystyle Q_{\text{T}}\equiv {\frac {P_{\text{fus}}}{P_{\text{aux}}}}={\frac {1}{\eta _{\text{chauf}}\cdot M_{\text{R}}\cdot \eta _{\text{elec}}\cdot (1-f_{\text{ch}})}}}
Pour comprendre comment QT est utilisé, considérons un réacteur fonctionnant à Pfus = 20 MW avec un facteur de gain Q = 4, ce qui implique que Paux = 5 MW. Sur les 20 MW produits par la fusion, environ fch = 20 % sont des alphas, soit 4 MW de la puissance de fusion qui reste dans le plasma. Le reste, 16 MW est la production nette du plasma. En utilisant MR = 1,15 pour le gain dans la couverture tritigène, nous obtenons une puissance nette du réacteur PR = 18,4 MW. Or, en supposant un bon ηPCL de 0,25, il nous faut 5 / 0,25 = 20 MW pour produire le chauffage auxiliaire. Donc, un réacteur ayant Q = 4 ne peut pas atteindre le seuil de rentabilité technique. Avec Q = 5, il faut 4 MW de chauffage auxiliaire, soit 4 / 0,25 = 16 MW de puissance à prélever sur la fusion. Les 18,4 MW de production nette sont donc suffisants. Ainsi pour ce type de conception théorique de réacteur, le seuil de rentabilité technique est obtenu pour un facteur de gain QT compris entre 4 et 5. La formule précédente montre qu'il faut en réalité QT > 4,35 pour pouvoir remplacer entièrement l'apport de chaleur auxiliaire par la boucle de recirculation.
Compte tenu des pertes et des rendements plus réalistes des réacteurs pratiques, les valeurs de Q comprises entre 5 et 8 sont généralement répertoriées pour les dispositifs à confinement magnétique:514. Les dispositifs à confinement inertiels ont des valeurs considérablement inférieures pour ηchauf et nécessitent donc des valeurs de QT beaucoup plus élevées, de l'ordre de 50 à 100.

### Ignition
Lorsque la température du plasma augmente, le taux de réactions de fusion augmente rapidement et, avec lui, le taux d'auto-échauffement. En revanche, les pertes d'énergie qui ne peuvent pas être capturées, comme les rayons X, n'augmentent pas au même rythme. Ainsi, dans l'ensemble, le processus d'auto-échauffement devient plus efficace à mesure que la température augmente, et moins d'énergie en provenance des sources auxiliaires est nécessaire pour maintenir la température du plasma.
Éventuellement, toute l'énergie nécessaire pour maintenir le plasma à la température de fonctionnement est fournie par auto-échauffement, et il n'est plus nécessaire d'ajouter de l'énergie auxiliaire. On a alors Paux = 0. Ce point est connu sous le nom d'ignition:11. Dans le cas du combustible DT, où seulement 20 % de l'énergie de fusion est fournie aux particules alpha qui provoquent l'auto-échauffement, l'ignition ne peut se produire tant que le plasma ne libère pas au moins cinq fois la puissance nécessaire pour le maintenir à sa température de fonctionnement.
L'ignition, par définition, correspond à une valeur de Q infinie, mais cela ne signifie pas que la puissance utilisée pour la recirculation, mesurée par frecirc (fraction de la puissance nette du réacteur utilisée pour la boucle de recirculation), s'annule, car les autres composants du système, comme les aimants et les systèmes de refroidissement, doivent également être alimentés. En général, cependant, ceux-ci sont beaucoup moins énergivores que les éléments chauffants et nécessitent une valeur beaucoup plus petite de frecirc. Plus important encore, l'énergie alimentant les autres composant a tendance à rester presque constante. Ainsi, de nouvelles améliorations des performances du plasma se traduiront par plus d'énergie pouvant être directement utilisée pour la production commerciale d'électricité, et non pour la recirculation.

### Seuil de rentabilité commerciale
La dernière définition pour le seuil de rentabilité est le seuil de rentabilité commercial, qui est atteint lorsque la valeur économique de toute électricité nette restante après la recirculation est suffisante pour financer le réacteur. Cette valeur dépend à la fois du coût de la construction du réacteur (y compris son financement), de ses coûts d'exploitation (y compris le combustible et l'entretien), et du prix de l'électricité,.
Le seuil de rentabilité commercial repose sur des facteurs extérieurs à la technologie du réacteur lui-même, et il est possible que même un réacteur ayant atteint son point d'ignition, fonctionnant bien au-delà de son seuil de rentabilité technique, ne produise pas assez d'électricité pour s'autofinancer dans des délais suffisamment courts. La question de savoir si l'une des  principales conceptions, tel que ITER, pourrait atteindre cet objectif n'est toujours pas résolue.

## Exemple pratique
En 2017, la plupart des conceptions de réacteurs à fusion en cours d'étude étaient basés sur la réaction DT, car c'est de loin la plus facile à porter à l'ignition, et elle est dense en énergie. Cependant, cette réaction dégage la majeure partie de son énergie sous la forme d'un neutron très énergétique et qui ne reste pas dans le plasma. Comme il a été mentionné ci-dessus, seule 20 % de l'énergie est produite sous la forme d'une particule alpha et peut participer à l'auto-échauffement. Ainsi, pour la réaction DT, fch = 0,2, ce qui signifie qu'on ne peut éliminer l'échauffement auxiliaire que lorsque le réacteur atteint la valeur de Q = 5.
Les valeurs d'efficacité de la boucle de recirculation dépendent des détails de la conception mais peuvent être de l'ordre de ηchauf = 0,7 (70 %) et ηélec = 0,4 (40 %). Le but d'un réacteur à fusion étant de produire de l'énergie, et non pas uniquement d'alimenter sa boucle de recirculation, un réacteur pratique doit avoir au mieux frecirc = 0,2 (moins que cela serait mieux mais difficile à obtenir). En utilisant ces valeurs, nous trouvons une valeur de Q = 22 pour un réacteur pratique.
Prenons l'exemple de ITER : nous avons une machine qui produit 500 MW d'énergie pour 50 MW d'approvisionnement. Si 20 % de la puissance de fusion sert à l'auto-échauffement, cela signifie que 400 MW s'échappent du plasma. En supposant les mêmes valeurs de ηchauf = 0,7 et de ηélec = 0,4, ITER (en théorie) pourrait fournir jusqu'à 112 MW de chauffage. Cela signifie qu'il fonctionnerait au seuil de rentabilité technique. Cependant, ITER n'est pas équipé de systèmes d'extraction d'énergie, cela reste donc théorique jusqu'aux machines suivantes, telles que DEMO.

## Transitoire ou continu
La plupart des premiers dispositifs de fusion fonctionnaient pendant quelques microsecondes seulement. Ils utilisaient une source d'énergie pulsée pour alimenter leur système de confinement magnétique tout en utilisant la compression du confinement comme source de chauffage. Lawson avait défini le seuil de rentabilité dans ce contexte comme étant l'énergie totale libérée par l'ensemble du cycle du réacteur par rapport à l'énergie totale fournie à la machine au cours du cycle.
Au fil du temps, à mesure que les performances augmentaient de plusieurs ordres de grandeur, les temps de réaction sont passés de quelques microsecondes à quelques secondes. Dans ITER, ces temps sont de l'ordre de quelques minutes. Dans ce cas, la définition de l'« ensemble du cycle du réacteur » devient imprécise. Pour un plasma fonctionnant au seuil d'ignition, par exemple, Paux peut être assez élevée pendant la mise en place du système, puis chuter à zéro lorsqu'il est complètement développé. On peut alors être tenté de choisir un instant où le réacteur fonctionne au mieux pour déterminer une valeur de Q la plus élevée possible, voir infinie. Une meilleure solution dans ce cas consiste à utiliser la définition de Lawson moyennée sur le temps de la réaction pour produire une valeur similaire à la définition originale.
Mais cette solution a une complication supplémentaire. Au cours de la phase de chauffage, lorsque le système monte en puissance, une partie de l'énergie dégagée par les réactions de fusion est utilisée pour chauffer le combustible et n'est donc pas rejetée dans l'environnement. Ceci n'est plus vrai lorsque le plasma atteint sa température de fonctionnement et entre en équilibre thermique. Ainsi, si l'on fait la moyenne sur l'ensemble du cycle, cette énergie sera incluse dans le terme de chauffage. Ceci signifie qu'une partie de l'énergie qui a été capturée par le plasma pour le chauffage aurait autrement été comptabilisée dans Pfus, ce qui n'est pas indicatif d'un facteur de gain Q de la phase de fonctionnement.
Les scientifiques du réacteur JET ont fait valoir que cet apport d'énergie dans le terme de chauffage devrait être retiré du total :{\displaystyle Q^{*}\equiv {\frac {P_{\text{fus}}}{P_{\text{aux}}-{\frac {{\text{d}}W_{\text{p}}}{{\text{d}}t}}}}}
où dWp / dt est l'augmentation de l'énergie thermique du plasma durant le régime transitoire. C'est cette définition qui a été utilisée lors de l'annonce de la valeur record de Q* = 0,67 du JET.
Le débat concernant cette définition se poursuit. En 1998, les scientifiques du JT-60 ont annoncé avoir atteint Q = 1,25, en utilisant du carburant DD, atteignant ainsi le seuil de rentabilité extrapolé. Cette mesure était basée sur la définition JET de Q*. En utilisant cette définition, JET avait également atteint le seuil de rentabilité extrapolé quelque temps auparavant. Si l'on considère le bilan énergétique dans ces conditions, ainsi que l'analyse des machines précédentes, on peut avancer l'argument que la définition originale devrait être utilisée au lieu de celle du JET. Dans ce cas, les deux machines restent bien en dessous du seuil de rentabilité, extrapolé ou non.

## Seuil de rentabilité scientifique au NIF
Bien que la plupart des expériences de fusion utilisent une certaine forme de confinement magnétique, une autre conception importante est la fusion par confinement inertiel qui compresse mécaniquement une masse de combustible (la « cible ») pour augmenter sa densité. Ceci permet d'accroître considérablement le taux d'événements de fusion et de réduit la nécessité de confiner le combustible pendant de longues périodes. Cette compression est accomplie en chauffant une capsule légère contenant le carburant à l'aide d'un « pilote » (« driver » dans la littérature anglo-saxonne). Une variété de pilotes ont été proposés, mais à ce jour, la plupart des expériences utilisent des lasers.
En utilisant la définition traditionnelle de Q = Pfus / Paux, les appareils à confinement inertiels ont une valeur de Q extrêmement faible, parce que le laser est extrêmement peu efficace. Alors que ηchauf pour les éléments chauffants utilisés dans les systèmes magnétiques peut être de l'ordre de 70 %, pour les lasers, il est de l'ordre de 1 %.
Pour cette raison, LLNL, le leader de la recherche en fusion par confinement inertiel, a proposé une autre alternative pour Q, en définissant Paux comme étant l'énergie fournie par le pilote à la capsule, par opposition à l'énergie fournie au pilote par la source d'alimentation auxiliaire. C'est-à-dire qu'ils proposent de retirer l'inefficacité du laser pour évaluer le gain. Cette définition produit des valeurs de Q beaucoup plus élevées et modifie la définition du seuil de rentabilité en Pfus / Plaser = 1. Il est parfois fait référence au terme « seuil de rentabilité scientifique » pour cette définition,. Ce terme n'est pas universellement utilisé, bien que d'autres groupes aient adopté cette redéfinition de Q mais continuent de faire référence à Pfus = Plaser comme seuil de rentabilité.
Le 7 octobre 2013, LLNL annonçait qu'il avait atteint le seuil de rentabilité scientifique au NIF le 29 septembre,,. Dans leur expérience, Pfus était d'environ 14 kJ, alors que l'énergie fournie par le laser était de 1,8 MJ. En utilisant leur propre définition, ceci correspondait à une valeur de Q = 0,0077. Pour ce communiqué de presse, ils avaient redéfini Q une fois de plus, cette fois en assimilant Paux à la seule énergie fournie à « la partie la plus chaude du carburant ». D'après leur calculs, seulement 10 kJ de l'énergie du laser atteignait la partie du combustible qui subissait les réactions de fusion, ce qui donnait une valeur de Q = 1,4. Cette version a été fortement critiquée par le reste de la communauté scientifique,.
Le 17 août 2021, le NIF annonçait qu'un peu plus tôt dans le mois, une expérience avait atteint une valeur de Q de 0,7 (1,35 MJ d'énergie produite à partir d'une capsule de carburant en concentrant 1,9 MJ d'énergie laser sur la capsule). Le résultat multipliait par huit toute production d'énergie antérieure.
Le 13 décembre 2022, le DoE annonçait que le NIF avait dépassé la valeur clef de Q ≥ 1 le 5 décembre 2022, en produisant 3,15 MJ après avoir délivré 2,05 MJ sur la cible, équivalent à une valeur de Q = 1.54,.